# Classificazioni funzionali dell'atletica leggera paralimpica
Nell'atletica leggera paralimpica le classificazioni funzionali sono le classi di competizione che vengono assegnate agli atleti in base alla disabilità di cui sono affetti e all'entità del deficit.
Le varie categorie sono contraddistinte da un numero preceduto da una lettera: T (track) per le gare di corsa e i salti, F (field) per le gare di lanci e P per il pentathlon.
Le classi funzionali (o categorie) vengono assegnate da apposite commissioni in seguito a una visita che può essere di livello nazionale o internazionale. Nel caso di visita di classificazione nazionale l'atleta può prendere parte solo a competizioni di livello nazionale, mentre per poter competere nelle manifestazioni internazionali (campionati europei, mondiali o Paralimpiadi) è necessaria la visita di classificazione internazionale. In entrambi i casi, la visita comprende una valutazione clinica della disabilità a cui segue l'osservazione dell'atleta durante una competizione o nella simulazione del gesto di gara.
Per poter essere classificato, un atleta deve essere affetto da almeno una delle seguenti menomazioni: ipertonia, atassia, atetosi, deficit degli arti (amputazione o dismelia), compromissione della mobilità passivo (PROM), forza muscolare ridotta, arti inferiori di differente lunghezza, bassa statura. A questi si aggiungono la disabilità visiva e la disabilità intellettiva e relazionale. Per la classificazione in una delle classi funzionali l'atleta deve comunque rispettare dei criteri minimi di disabilità.

## Status della classificazione
Le classificazioni funzionali possono essere transitorie, rivedibili o confermate.
Le classificazioni transitorie vengono assegnate in via eccezionale quando, nell'impossibilità di provvedere alla convocazione di una commissione classificatrice, è data facoltà alla società sportiva dell'atleta di procedere con una classificazione provvisoria, che dovrà essere confermata da una commissione entro un anno; in questo caso gli atleti possono partecipare alle competizioni, senza però concorrere per l'attribuzione di titoli individuali o punti validi per le classifiche societarie.
Le classificazioni rivedibili vengono assegnate quando la commissione classificatrice nutre particolari dubbi circa l'assegnazione della classe. Questo status può essere assegnato anche quando sussiste il dubbio che l'atleta possa rientrare in due classi similari o ci sia poco margine di differenza tra le stesse, quando sono in atto modifiche ai regolamenti nazionali o internazionali e nel caso di atleti con patologie che possano portare, in un breve lasso di tempo, a miglioramenti e/o peggioramenti dello status. Anche in questo caso entro un anno si dovrà procedere a una nuova visita di classificazione per il passaggio allo status di classificazione confermata.
La classificazione si intende confermata (o permanente) quando la classe attribuita ha valore permanente. L'applicazione della classificazione non è retroattiva. La classificazione può tuttavia essere modificata nel caso in cui la World Para Athletics modifichi le regole di classificazione, oppure quando la disabilità subisce un miglioramento o un peggioramento.
Per gli atleti di età inferiore ai 14 anni esiste una particolare classificazione cosiddetta promozionale, che può essere assegnata senza visita a seguito di una valutazione generale operata da un tecnico societario. In questo caso esistono solo quattro classi funzionali: TS promo (gare di corsa e salti deambulanti), TW promo (gare di corsa e salti in carrozzina) FS promo (lanci deambulanti), FW promo (lanci in carrozzina).

## Tabella riassuntiva
Le indicazioni sotto riportate sono orientative poiché all'interno di ogni categoria possono essere presenti tipologie di disabilità a diversa eziologia, ma con profilo funzionale che ne permette il confronto sportivo.
| Tipo di disabilità                            | Categoria funzionale | Caratteristica |
| --------------------------------------------- | -------------------- | --- |
| Disabilità visiva                             | 11                   | Cieco |
| Disabilità visiva                             | 12                   | Ipovedente con possibilità di atleta-guida                                                                        |
| Disabilità visiva                             | 13                   | Ipovedente senza possibilità di atleta-guida                                                                      |
| Disabilità intellettiva e relazionale         | 20                   | |
| Cerebrolesione                                | 31                   | Cerebrolesione grave (in carrozzina) - lanci                                                                      |
| Cerebrolesione                                | 32                   | Cerebrolesione medio-grave (in carrozzina) - lanci                                                                |
| Cerebrolesione                                | 33                   | Cerebrolesione media (in carrozzina)                                                                              |
| Cerebrolesione                                | 34                   | Cerebrolesione moderata (in carrozzina)                                                                           |
| Cerebrolesione                                | 35                   | Cerebrolesione grave (deambulante)                                                                                |
| Cerebrolesione                                | 36                   | Cerebrolesione medio-grave (deambulante)                                                                          |
| Cerebrolesione                                | 37                   | Cerebrolesione media, Emiplegia (deambulante)                                                                     |
| Cerebrolesione                                | 38                   | Cerebrolesione moderata (deambulante)                                                                             |
| Bassa statura                                 | 40                   | 130 cm maschi, 125 cm femmine                                                                                     |
| Bassa statura                                 | 41                   | 145 cm maschi, 137 cm femmine                                                                                     |
| Compromissione agli arti inferiori            | 42                   | Compromissione monolaterale o bilaterale degli arti inferiori sopra il ginocchio (senza protesi)                  |
| Compromissione agli arti inferiori            | 43                   | Compromissione bilaterale degli arti inferiori sotto il ginocchio (senza protesi)                                 |
| Compromissione agli arti inferiori            | 44                   | Compromissione monolaterale dell'arto inferiore sotto il ginocchio (senza protesi)                                |
| Amputazione degli arti superiori e assimilati | 45                   | Amputazione bilaterale degli arti superiori                                                                       |
| Amputazione degli arti superiori e assimilati | 46                   | Amputazione monolaterale dell'arto superiore (sopra il gomito) o bilaterale degli arti superiori (sopra il polso) |
| Amputazione degli arti superiori e assimilati | 47                   | Amputazione monolaterale dell'arto superiore (sotto il gomito) - solo per le corse e i salti                      |
| Lesione midollare e assimilati                | 51                   | Tetraplegia grave                                                                                                 |
| Lesione midollare e assimilati                | 52                   | Tetraplegia moderata (corse); tetraplegia media (lanci)                                                           |
| Lesione midollare e assimilati                | 53                   | Paraplegia grave (corse); tetraplegia moderata (lanci)                                                            |
| Lesione midollare e assimilati                | 54                   | Paraplegia moderata, amputazione arto inferiore monolaterale o bilaterale (corse); paraplegia grave (lanci)       |
| Lesione midollare e assimilati                | 55                   | Paraplegia media (lanci)                                                                                          |
| Lesione midollare e assimilati                | 56                   | Paraplegia moderata, amputazione bilaterale transfemorale (lanci)                                                 |
| Lesione midollare e assimilati                | 57                   | Lesione midollare minima, amputazione transtibiale monolaterale o bilaterale (lanci)                              |
| Amputazione degli arti inferiori e assimilati | 61                   | Amputazione bilaterale transfemorale (con protesi)                                                                |
| Amputazione degli arti inferiori e assimilati | 62                   | Amputazione bilaterale transtibiale (con protesi)                                                                 |
| Amputazione degli arti inferiori e assimilati | 63                   | Amputazione monolaterale transfemorale (con protesi)                                                              |
| Amputazione degli arti inferiori e assimilati | 64                   | Amputazione monolaterale transtibiale (con protesi)                                                               |
| Frame running                                 | 71                   | Cerebrolesione grave (in carrozzina) - corse                                                                      |
| Frame running                                 | 72                   | Cerebrolesione medio-grave (in carrozzina) - corse                                                                |

## Classificazioni funzionali
Nota: in alcune classi di competizione possono essere inseriti anche atleti che non presentano i profili funzionali di seguito, ma che hanno patologie che portano a una situazione di svantaggio assimilabile ai suddetti.

### Atleti con disabilità visiva
Gli atleti con disabilità visiva (non vedenti e ipovedenti) appartengono alle classi 11, 12 e 13.

#### Classe 11

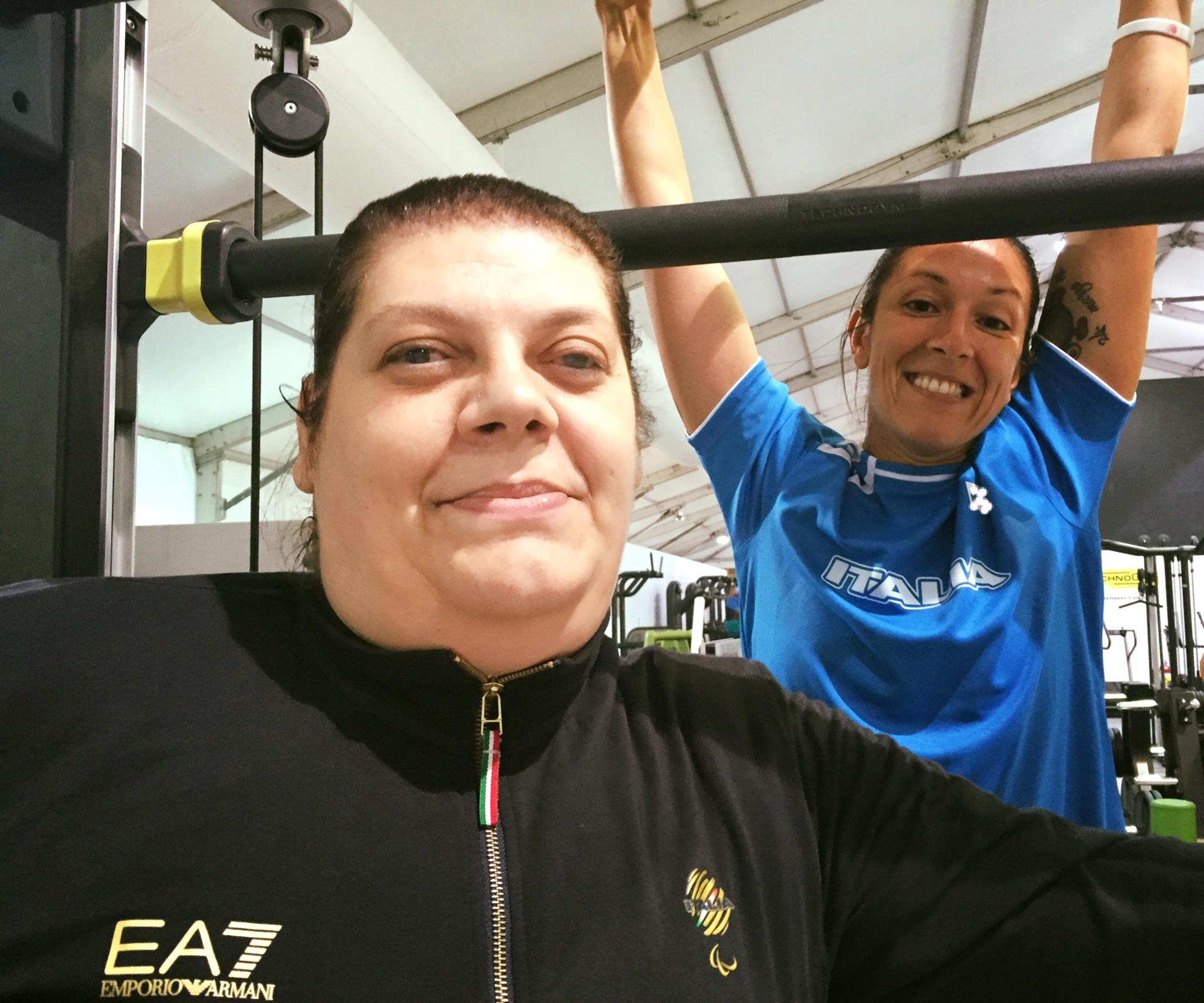
Assunta Legnante, lanciatrice non vedente appartenente alla categoria F11.

Appartengono alla classe 11 gli atleti ciechi, ovvero coloro che hanno un'acutezza visiva inferiore a 2,60 logMAR (circa 0,25/10).
Questi atleti nelle gare di corsa necessitano sempre di un atleta-guida. Anche nei salti è necessaria una guida che permetta all'atleta l'effettuazione della rincorsa. Gli atleti F11 nei lanci vengono accompagnati in pedana dalla guida, la quale può orientarlo verbalmente durante il lancio.

#### Classe 12
Nella classe 12 si trovano atleti ipovedenti con un'acutezza visiva compresa tra 1,50 e 2,60 logMAR (tra circa 0,3/10 e 0,25/10) e/o aventi un campo visivo ristretto a un diametro inferiore a 10°.
Questi atleti possono, a scelta, usufruire di una guida sia nelle corse che nei salti e nei lanci.

#### Classe 13
Gli atleti appartenenti alla classe 13 hanno un maggior residuo visivo rispetto alla classe 12, con un'acutezza visiva compresa tra 1,40 e 1,00 logMAR (tra circa 0,4/10 e 1/10) e/o un campo visivo con diametro inferiore ai 40°.
In questo caso gli atleti non possono usufruire della guida in nessuna specialità.

### Atleti con disabilità intellettiva e relazionale - classe 20
Gli atleti con disabilità intellettiva e relazionale appartengono alla classe 20. La classificazione deve essere eseguita dopo il compimento del diciottesimo anno di età.
Per questa categoria di atleti non sono previsti adattamenti alle regole tecniche dell'atletica leggera e le specialità sono tutte quelle inserite nel programma di atletica leggera per normodotati, sebbene nelle competizioni della World Para Athletics il numero di gare sia limitato.

### Atleti con cerebrolesione
Gli atleti con cerebrolesione si suddividono in due macro categorie: gli atleti in carrozzina (classi 31, 32, 33, 34) e gli atleti deambulanti (classi 35, 36, 37, 38).

#### Classe 31
Per i lanci, rientrano nella classe F31 gli atleti tetraplegici con spasticità di grado 3 o 4 con o senza atetosi e con scarso movimento o forza muscolare in tutti gli arti e nel tronco. Non sono in grado di muovere autonomamente una carrozzina da passeggio. L'unica disciplina di lancio praticabile da questi atleti è il lancio della clava utilizzando una sedia di lancio.
Fino al 2021 rientravano in questa classe, per le corse, gli atleti che utilizzano il race running, oggi inclusi nella classe T71.

#### Classe 32
Per i lanci, rientrano nella classe F32 gli atleti tetraplegici con spasticità di grado 3 o 4 con o senza atetosi. Presentano una maggiore funzionalità nella parte del corpo meno compromessa. Presentano inoltre scarsa funzionalità in tutti gli arti, ma sono in grado di muovere autonomamente la carrozzina da passeggio con le braccia. Nelle gare di lancio utilizzano una sedia di lancio.
Fino al 2021 rientravano in questa classe, per le corse, gli atleti che utilizzano il race running, oggi inclusi nella classe T72.

#### Classe 33
Nella classe 33 per le corse (T33) rientrano gli atleti con tetraplegia moderata, triplegia ed emiplegia grave. Questi atleti, presentano un grado 2 di spasticità e hanno un movimento limitato del tronco nella propulsione della carrozzina da corsa. Presentano una spasticità di grado 3 o 4 agli arti inferiori e sono in grado di deambulare con l'ausilio di dispositivi per brevi distanze. Questi atleti competono con una carrozzina da corsa.
Per i lanci, rientrano nella classe F33 gli atleti affetti da tetraplegia moderata, triplegia ed emiplegia grave. Hanno una spasticità di grado 2 nel braccio meno compromesso che consente una maggiore mobilità. Nelle gare di lancio utilizzano una sedia di lancio.

#### Classe 34
Gli atleti che rientrano nella classe 34 per le corse (T34) presentano una diplegia che coinvolge gli arti inferiori, mentre hanno minime limitazioni nel controllo del tronco e degli arti superiori. Gli arti inferiori hanno un grado di spasticità 3 o 4, mentre il tronco e gli arti superiori hanno un grado 1 o 2 di spasticità e sono in grado di muovere anche il busto durante la propulsione della carrozzina da corsa.
Per i lanci, rientrano nella classe F34 gli atleti con le stesse caratteristiche della classe T34, che consentono una limitazione minima dei movimenti del tronco, che durante il lancio può compiere un movimento complesso, forte e rapido. Nelle gare di lancio utilizzano una sedia di lancio.

#### Classe 35

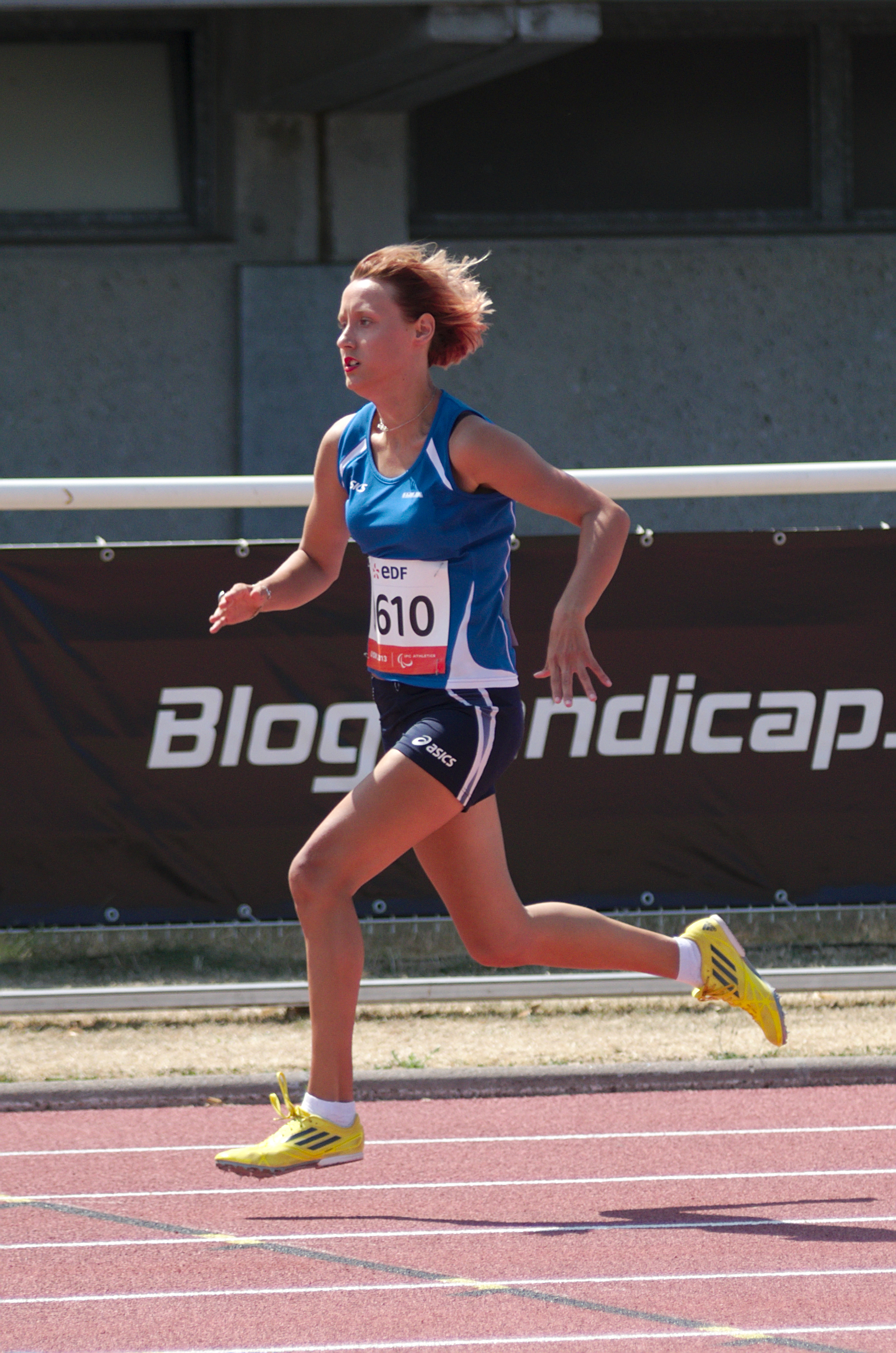
L'atleta italiana Oxana Corso durante i mondiali paralimpici del 2013. Appartiene alla categoria T35.

Appartengono alla classe 35 per le corse e i salti (T35) gli atleti con moderata disabilità agli arti inferiori (deambulanti). Possono avere lievi disabilità agli arti superiori. Possono rientrare in questa classe gli atleti con disabilità a entrambe le gambe e a un braccio. Presentano un grado 2 o 3 di spasticità agli arti inferiori che può richiedere l'utilizzo di dispositivi per la deambulazione, ma non per la postura eretta. Hanno una sufficiente capacità funzionale per la corsa su pista. Presentano solitamente un normale livello di equilibrio statico, ma mostrano problemi nell'equilibrio dinamico.
Per i lanci, rientrano nella classe F35 gli atleti con le stesse caratteristiche della classe T35. Il maggior problema che riscontrano durante il lancio è costituito dal mantenimento dell'equilibrio dinamico.

#### Classe 36
Gli atleti appartenenti alla classe 36 per le corse e i salti (T36) possono presentare atetosi, atassia e distonia che affliggono tutti e quattro gli arti e il tronco. Questi atleti presentano maggiori problemi nel controllo degli arti superiori rispetto ai T35, ma hanno una maggiore funzionalità negli arti inferiori, soprattutto durante la corsa.
Per i lanci, rientrano nella classe F36 gli atleti con le stesse caratteristiche della classe T36. Hanno generalmente un buon equilibrio dinamico, ma hanno difficoltà a esprimere potenza esplosiva durante il lancio.

#### Classe 37
Appartengono alla classe 37 per le corse e i salti (T37) gli atleti deambulanti con emiplegia; presentano un grado 2 o 3 di spasticità o una moderata distonia, atetosi o atassia in una metà del corpo. Deambulano senza il supporto di ausili, ma spesso presentano claudicazione a causa della spasticità in una delle due gambe.
Per i lanci, rientrano nella classe F37 gli atleti con le stesse caratteristiche della classe T37. Nei lanci, soprattutto nel lancio del giavellotto, questi atleti mostrano spesso flessione dell'anca anziché estensione nella parte del corpo compromessa.

#### Classe 38
Gli atleti appartenenti alla classe 38 per le corse e i salti (T38) sono affetti da una lieve ipertonia, atassia o atetosi, non sufficientemente gravi da poter rientrare nelle categorie precedenti. Sono gli atleti in possesso dei minimi requisiti di disabilità tra quelli affetti da cerebrolesione.
Per i lanci, rientrano nella classe F38 gli atleti con le stesse caratteristiche della classe T38.

### Atleti di bassa statura
Gli atleti con questa classificazione si suddividono in due classi: 40 e 41. Esistono parametri differenti per gli uomini e le donne.

#### Classe 40

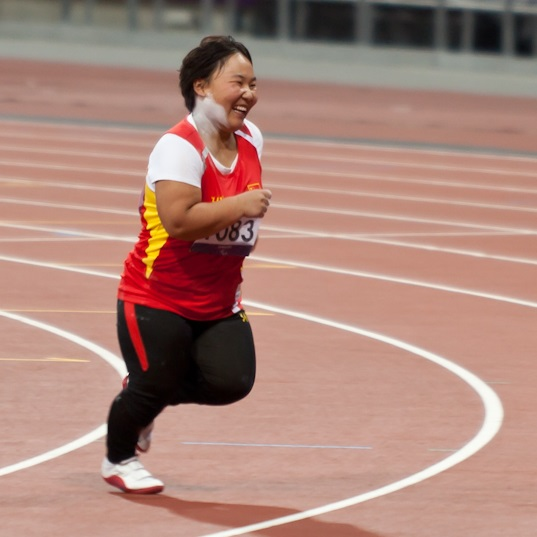
L'atleta cinese Menggenjimisu (o Genjimisu Meng), appartenente alla categoria F40.

Nella classe 40 rientrano gli atleti di statura massima di 130 cm per gli uomini e 125 cm per le donne.
Gli uomini devono inoltre avere una lunghezza dell'arto superiore inferiore a 59 cm e la somma dell'altezza e della lunghezza del braccio deve essere inferiore a 180 cm. Ad esempio, un atleta alto 130 cm e con un braccio lungo 59 cm non può quindi rientrare in questa classe.
Le donne devono presentare, oltre all'altezza massima di 125 cm, una lunghezza massima dell'arto superiore di 57 cm e la somma dell'altezza e della lunghezza del braccio non deve superare i 173 cm.

#### Classe 41
Nella classe 41 rientrano gli atleti di statura massima di 145 cm per gli uomini e 137 cm per le donne.
Gli uomini devono inoltre avere una lunghezza dell'arto superiore inferiore a 66 cm e la somma dell'altezza e della lunghezza del braccio deve essere inferiore a 200 cm.
Le donne devono presentare, oltre all'altezza massima di 137 cm, una lunghezza massima dell'arto superiore di 63 cm e la somma dell'altezza e della lunghezza del braccio non deve superare i 190 cm.

### Atleti con compromissione agli arti inferiori
Gli atleti con compromissione agli arti inferiori si suddividono nelle classi da 42 a 44. Si tratta di atleti con forza muscolare ridotta agli arti inferiori, ridotta mobilità degli arti inferiori o gambe di lunghezza differente.
Gli atleti delle classi 42, 43 e 44 competono senza l'uso di protesi, ma possono utilizzare ortesi.

#### Classe 42
Gli atleti appartenenti alla classe 42 presentano una menomazione bilaterale o monolaterale dell'arto inferiore (o degli arti inferiori) all'altezza del ginocchio o sopra il ginocchio.

#### Classe 43

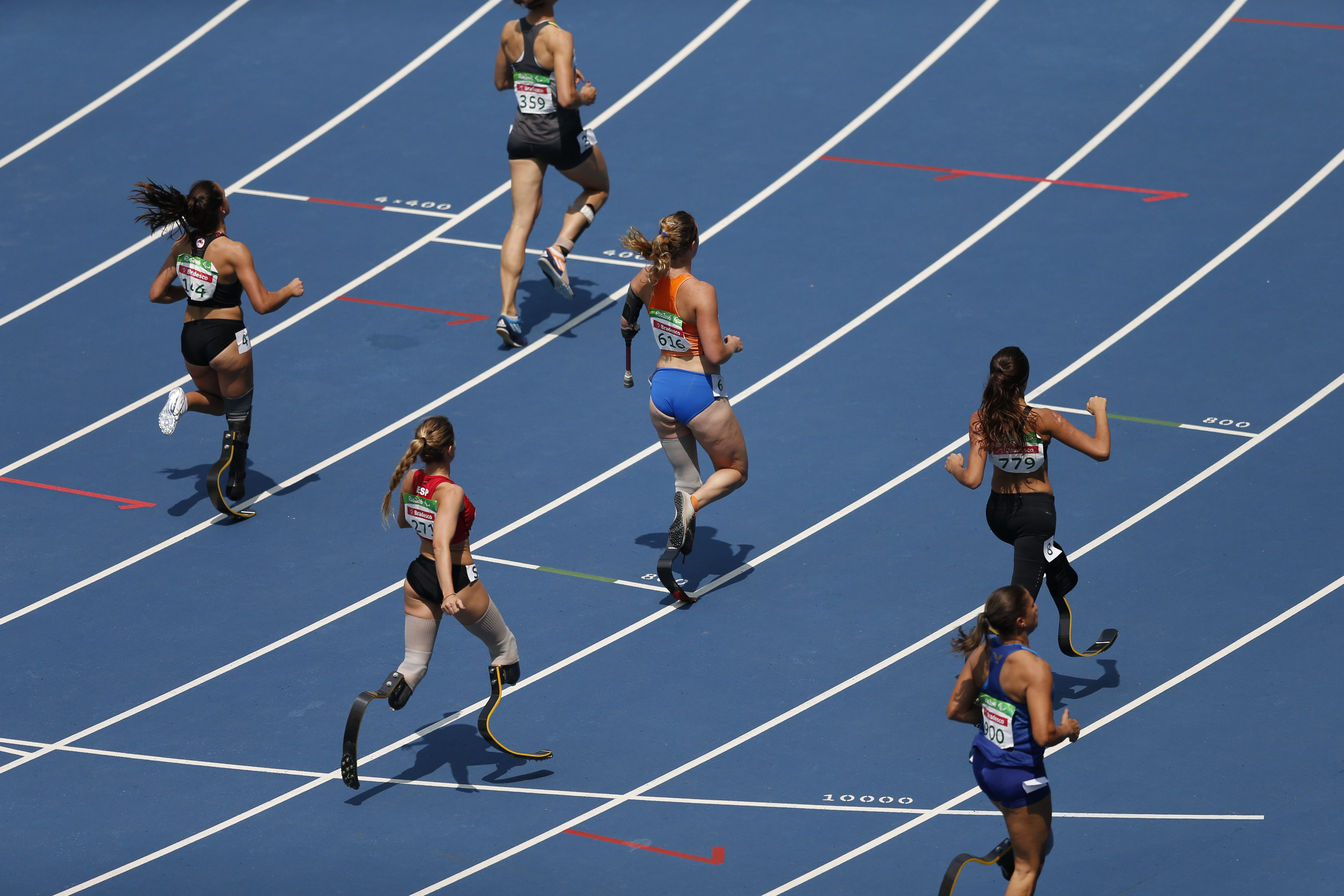
Atlete appartenenti alle categorie T43 e T44 al termine di una batteria di semifinale dei 100 metri piani ai Giochi paralimpici di Rio de Janeiro 2016.

Gli atleti appartenenti alla classe 43 presentano compromissioni bilaterali al di sotto del ginocchio.

#### Classe 44
Gli atleti appartenenti alla classe 44 presentano compromissioni monolaterali sotto il ginocchio.

### Atleti con compromissione o amputazione agli arti superiori e assimilati
Gli atleti con compromissione agli arti superiori si suddividono nelle classi da 45 a 47; la classe 47 è riservata alle gare di corsa (esiste la classe T47, ma non la F47). Si tratta di atleti con forza muscolare ridotta agli arti superiori, ridotta mobilità degli arti superiori o mancanza totale o parziale di un arto superiore.

#### Classe 45
Rientrano nella classe 45 gli atleti che presentano compromissione o amputazione bilaterale sopra il gomito. Entrambi gli arti devono avere una compromissione che rispetta i criteri minimi per la classificazione.

#### Classe 46
Rientrano nella classe 46 gli atleti con compromissione o amputazione monolaterale sopra il gomito (con eventuale compromissione o amputazione sotto il gomito nell'altro arto), oppure bilaterale sotto il gomito.
Vi rientrano inoltre gli atleti con amputazione bilaterale attraverso o sopra il polso, o con dismelia bilaterale se la lunghezza complessiva degli arti superiori misurata dall'acromion al punto più distante dell'arto amputato è minore di 0,646 × l'altezza in piedi dell'atleta.

#### Classe 47
La classe 47 esiste solo per le corse e i salti (T47). Gli atleti appartenenti a questa classe presentano una compromissione o amputazione monolaterale sotto il gomito. I lanciatori con queste caratteristiche rientrano nella categoria F46.

### Atleti con lesione midollare e assimilati
Gli atleti con lesione midollare rientrano nelle categorie da 51 a 57: da T51 a T56 per le corse e da F51 a F57 per i lanci.

#### Classe 51
Rientrano nella classe 51 per le corse (T51)  hanno solitamente una flessione del gomito e una dorsiflessione del polso di grado 5, una riduzione della forza muscolare della spalla e una forza muscolare di grado da 0 a 3 nei tricipiti brachiali. Solitamente non hanno forza muscolare nel tronco. Sono impossibilitati a utilizzare gli arti inferiori. Utilizzano la flessione del gomito e la dosiflessione del polso (ma non i muscoli della spalla) per la propulsione della carrozzina da corsa, sulla quale siedono in posizione verticale con le ginocchia sotto il mento.
Per i lanci, rientrano nella classe F51 gli atleti con lesione spinale più alta a livello della vertebra cervicale C5 o C6. Nelle gare di lancio utilizzano una sedia di lancio.

#### Classe 52
Nella classe 52 per le corse (T52) rientrano gli atleti con forza muscolare nella norma per polso, gomito e spalla, che utilizzano per la propulsione della carrozzina da corsa. Solitamente non hanno forza muscolare nel tronco.
Per i lanci, rientrano nella classe F52 gli atleti che presentano una lesione spinale completa a livello della vertebra cervicale C7. Nelle gare di lancio utilizzano una sedia di lancio.

#### Classe 53
Nella classe 53 per le corse (T53) rientrano gli atleti con forza muscolare delle braccia nella norma, senza attività muscolare addominale e inferiore. Utilizzano diverse tecniche per compensare l'assenza di attività muscolare addominale, principalmente sedendo con il busto in posizione orizzontale sulla carrozzina da corsa. Non muovono il tronco verso il basso per assistere la propulsione della carrozzina da corsa.
Per i lanci, rientrano nella classe F53 che presentano una lezione spinale completa a livello della vertebra cervicale C8. Nelle gare di lancio utilizzano una sedia di lancio.

#### Classe 54

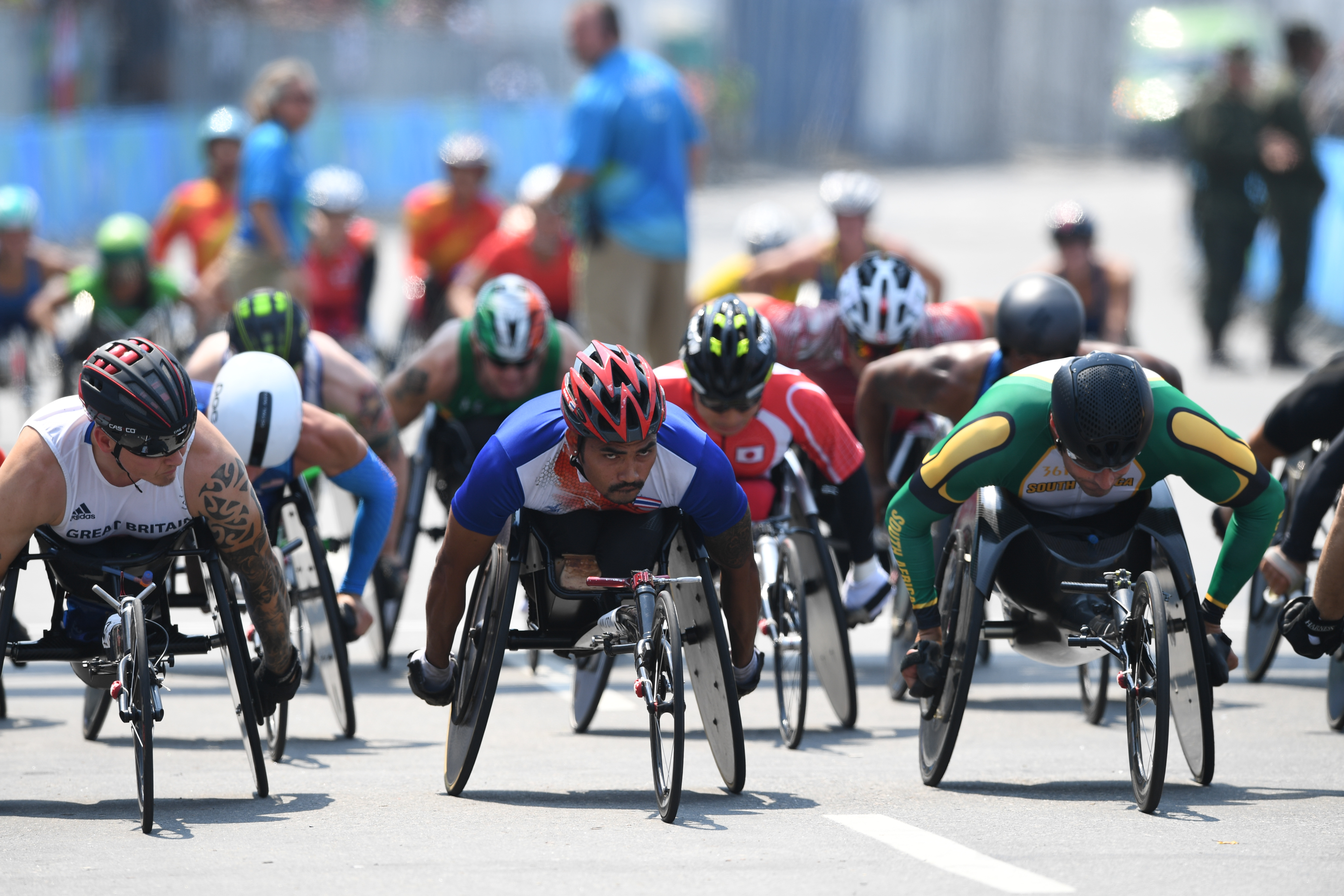
Atleti appartenenti alla categoria T54 durante la maratona ai Giochi paralimpici di Rio de Janeiro 2016.

Rientrano nella classe 54 per le corse (T54) gli atleti con forza muscolare delle braccia nella norma e un controllo del tronco da parziale a normale. Possono anche avere una forza muscolare significativa nelle gambe. Il controllo del tronco permette loro di tenerlo stabile durante l'accelerazione sulla carrozzina da corsa.
Per i lanci, rientrano nella classe F53 che presentano una lesione spinale completa a livello delle vertebre toraciche da T1 a T7. Nelle gare di lancio utilizzano una sedia di lancio.

#### Classe 55
La classe 55 è presente solo per i lanci (F55). Rientrano in questa classe gli atleti con una normale forza muscolare negli arti superiori e una piena o buona forza muscolare nel tronco. Presentano una lesione spinale a livello delle vertebre da T8 a L1. Possono rientrare in questa categoria anche gli atleti con disarticolazione dell'anca. Nelle gare di lancio utilizzano una sedia di lancio.

#### Classe 56
La classe 56 è presente solo per i lanci (F56). Rientrano in questa classe gli atleti con una normale forza muscolare negli arti superiori e nel tronco; hanno inoltre l'uso dei muscoli flessori e adduttori dell'anca e dei muscoli estensori del ginocchio. Presentano una lesione spinale a livello delle vertebre lombari da L2 a L4. Possono rientrare in questa categoria anche gli atleti con amputazione bilaterale degli arti inferiori sopra il ginocchio. Nelle gare di lancio utilizzano una sedia di lancio.

#### Classe 57
La classe 57 è presente solo per i lanci (F57). Rientrano in questa classe gli atleti con una normale forza muscolare negli arti superiori e nel tronco. Si tratta della categoria con la minima disabilità dovuta a lesione midollare. Possono rientrare in questa categoria anche gli atleti con amputazione monolaterale o bilaterale sotto il ginocchio. Nelle gare di lancio utilizzano una sedia di lancio.

### Atleti con amputazione degli arti inferiori e assimilati
Gli atleti con amputazioni agli arti inferiori si suddividono nelle classi da 61 a 64 e utilizzano protesi. Si tratta di atleti con amputazioni alle gambe o con arti inferiori di lunghezza differente. Possono rientrare in questa categoria anche atleti con patologie quali la focomelia.

#### Classe 61
Gli atleti appartenenti alla classe 61 presentano un'amputazione bilaterale sopra o attraverso il ginocchio. Rientrano in questa classe anche gli atleti con amputazione sopra il ginocchio a una gamba e amputazione sotto il ginocchio all'altra gamba.

#### Classe 62
Gli atleti appartenenti alla classe 62 presentano un'amputazione bilaterale sotto il ginocchio.

#### Classe 63
Gli atleti appartenenti alla classe 63 presentano un'amputazione monolaterale sopra o attraverso il ginocchio.

#### Classe 64
Gli atleti appartenenti alla classe 64 presentano un'amputazione monolaterale sotto il ginocchio.

#### Altezza massima consentita per gli atleti con amputazione bilaterale agli arti inferiori
Gli atleti che corrono, saltano e lanciano con due protesi agli arti inferiori, è prevista un'altezza massima che deve essere rispettata per poter partecipare a una competizione. Questa altezza comprende l'altezza del corpo dell'atleta e l'altezza delle protesi. Questo limite è stabilito per contenere il vantaggio dato dalle protesi agli atleti con amputazione bilaterale alle gambe.
Per gli atleti con amputazioni sotto il ginocchio:
| Genere  | Calcolo dell'altezza massima |
| ------- | --- |
| Maschi  | Altezza massima = -5,272 + (0,998 × altezza da seduto) + (0,855 × lunghezza coscia) + (0,882 × lunghezza del braccio) + (0,820 × lunghezza avambraccio) + 1,91 |
| Femmine | Altezza massima = -0,126 + (1,022 × altezza da seduta) + (0,698 × lunghezza coscia) + (0,899 × lunghezza del braccio) + (0,779 × lunghezza avambraccio) + 1,73 |

Per gli atleti con amputazioni sopra il ginocchio:
| Genere  | Calcolo dell'altezza massima |
| ------- | --- |
| Maschi  | Altezza massima = -5,857 + (1,116 × altezza da seduto) + (1,435 × lunghezza del braccio) + (1,189 × lunghezza dell'avambraccio) + 2,62 |
| Femmine | Altezza massima = -4,102 + (0,509 × lunghezza dell'arto superiore) + (0,966 × altezza da seduta) + 2,14                                |

In caso di dismelia complessa, dove non è possibile procedere alla misurazione del braccio, l'altezza massima è data dalle seguenti formule:
| Genere  | Calcolo dell'altezza massima                |
| ------- | ------------------------------------------- |
| Maschi  | Altezza massima = altezza da seduto / 0,52  |
| Femmine | Altezza massima = altezza da seduta / 0,533 |

### Frame running
Con una decisione del 2021, la World Para-Athletics ha introdotto le nuove classi T71 e T72 riservate agli atleti che utilizzano il race runner, andando così a sostituire le classi T31 e T32 (rimangono invece le classi F31 e F32 per i lanci).

#### Classe 71
Rientrano nella classe 71 per le corse (T71) gli atleti che utilizzano i piedi per il movimento della carrozzina. Si tratta di atleti affetti da tetraplegia grave o moderata che presentano una spasticità di grado tre o 4, con o senza atetosi. La tetraplegia deve inoltre coinvolgere in maniera grave o moderata gli arti superiori (se il coinvolgimento degli arti superiori è più adatto alla categoria T33, dove la propulsione della carrozzina avviene con le braccia, va preferita quest'ultima classe). Il controllo statico del tronco è discreto, mentre ci sono difficoltà del controllo dinamico. Infine, per poter rientrare in questa classe, l'atleta deve avere un certo grado di funzionalità di almeno un arto inferiore per poter muovere la carrozzina. In questa categoria gli atleti utilizzano il race running. Fino al 2021 questi atleti appartenevano alla classe T31.

#### Classe 72
Nella classe 72 per le corse (T72) rientrano gli atleti che hanno caratteristiche simili alla classe T31, ma con una spasticità di grado 3 agli arti superiori. L'atleta può deambulare, ma gli è impossibile un controllo funzionale nella corsa. L'atleta è in grado di utilizzare autonomamente la carrozzina da passeggio con le proprie braccia. Anche in questo caso è previsto l'uso del race running. Fino al 2021 questi atleti appartenevano alla classe T32.